# Equitación catalana en Nápoles

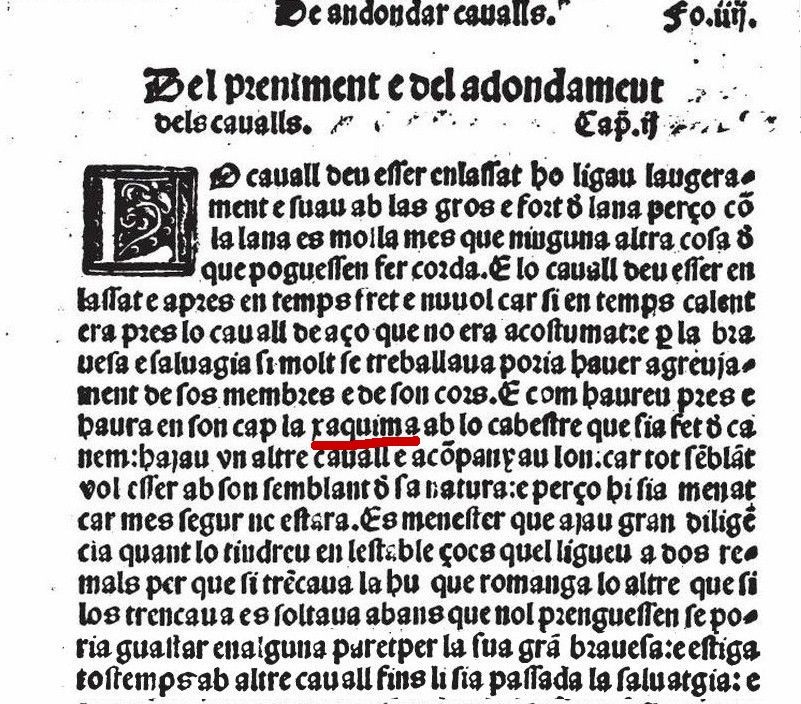
Palabra original xàquima el libro de menescalia. La mención de Dieç en catalán (1436) es más antigua que la primera cita del término por parte de Nebrija (1481). Transcripción parcialmente modificada (para facilitar su lectura). Cap.II. Del prenimiento y del percatado de los caballos. El caballo debe ser enlazado o atado ligeramente y suave con lazo grueso y fuerte de llanura, por eso como la lana es mojada más que ninguna otra cosa que pudiera hacer cuerda. Y el caballo debe ser enlazado y (a)preso en tiempo frío y nube, porque si en tiempo caliente era tomado, el caballo de eso que no era acostumbrado, por la bravura y salvaje si mucho se trabajaba por haber agradecimiento de los suyos miembros y de son cuerpo. Y cuando haya tomado y habrá en sueño hacia la chaquima con el cabestre que sea hecho de cáñamo, encuentre otro caballo y acompáñelo; pues todo semejante quiere ser con su semejante naturaleza; y por eso sea llevado ya que más seguro estará. Es necesario que ayude gran diligencia cuando lo tendrá en el establo: esto es que lo ate a dos remales (ramales) por si rompía uno que permanezca el otro; que si lo rompía antes de que lo tomaran se podría degustar en alguna pared por su gran bravura; y esté todos tiempos con otro caballo hasta le sea pasada la bravura...

Hay un acuerdo general en considerar el origen de la equitación de alta escuela en Nápoles a partir de la obra "ordinaria di cavalcare" (1551)    y de su autor Federico Grisone, que fundó una escuela de equitación en 1532.    Lo que olvidan los estudiosos del tema es la influencia previa de la equitación catalana en Nápoles: caballos, caballeros y forma de montar, principalmente.
La doma como manifestación artística nació en la Italia renacentista, principalmente en Nápoles en el período "catalán-aragonés" de Alfonso el Magnánimo (véase el libro catalán de menescalia ) y adoptó la forma en que la conocemos actualmente a finales del XVII y principios del XVIII . Fue durante este último período cuando el francés François Robichon de la Guérinière,  que trabajaba en Versalles, desarrolló plenamente los principios originales griegos, concluyendo que los brutales métodos que se utilizaban durante el renacimiento eran inaceptables y del todo innecesarios. Sus ideas quedaron plasmadas en su gran obra École de cavalerie (1731), el cual todavía hoy es fuente de inspiración básica de todo lo que se refiere a la doma clásica, y que constituye la base teórica de todo el trabajo de la Escuela Española de Equitación de Viena, árbitro mundial de la verdadera equitación clásica.

## Antecedentes históricos generales

### Equitación militar y ejercicios de exhibición
La base de caballería militar es la capacidad de maniobrar en grupo, disponiendo de caballos adiestrados que puedan ser guiados con precisión, respondiendo a las órdenes de cada jinete y efectuando las maniobras requeridas por el comandante supremo. En este sentido, todas las caballerías militares a lo largo de la historia actuaban según una escuela hípica propia más o menos sofisticada. El adiestramiento de cada caballo podía hacerse individualmente pero la práctica de las maniobras exigía un trabajo en grupo realizado en un lugar apropiado.

Figura 1. Reinos de Nápoles (naranja) y Sicilia (rojo claro).

En tiempos de paz o de guerra las fuerzas de caballería mostraban su potencial desfilando ordenadamente y ejecutando los ejercicios que habían practicado previamente. Jenofonte lo explicaba en sus obras sobre el caballo y el jefe de la caballería griega (Hípica y Hipàrquic).   En época medieval, en las justas y torneos, se seguían actuaciones similares. Había combates y exhibiciones (previas y posteriores).

### Territorios a considerar
Desde el punto de vista del desarrollo de la doma clásica y sus antecedentes hay que estudiar especialmente los reinos de Nápoles (incluyendo Calabria) y de Sicilia. Representados en la figura 1.
En cuanto a la cría de caballos de calidad se debería añadir la península ibérica, el Norte de África, Egipto y los territorios de Tierra Santa. Las importaciones de caballos notables se produjeron desde épocas muy remotas.
- Un ejemplo de esta realidad compleja la ofrece Vegecio en su obra Mulomedicina (379dC). Habla de caballos de guerra, de circo (relacionados con las carreras de carros) y de silla.[5]
  - Hablando de los caballos de carreras, menciona los mejores:[5]

Curribus Cappadocum gloriosa nobilitas : Hispanorum par vel proxima in circo creditur palma. Nec inferiores rope Sicilia exhibet circo, quamvis Africa Hispani sauguinis velocissimos praestare consueverit.
Tothom admet la glòria en el  circ dels cavalls capadocis, però els cavalls hispans mereixen una fama semblant. Tampoc Sicília no en produeix d'inferiors als anteriors, tot i que Àfrica acostuma a oferir cavalls molt veloços de sang hispana.Digesta artis mulomedicinæ . Flavius Vegetius Renatus.

#### Caballos de Síbaris
Hacia el año 510 aC los ciudadanos de Síbaris declararon la guerra en la ciudad de Crotona. Los caballos de Síbaris estaban adiestrados a "bailar" al son de la flauta. Cuando los ejércitos se encontraron, los de Crotona hicieron sonar la melodía adecuada y los caballos sibaritas se desbandaron. Los crotonencs ganaron la batalla e hicieron una gran mortandad. Asediaron primero y luego destruyeron la ciudad enemiga sin dejar piedra pobre piedra.  
Este hecho, tal legendario, ubica una especie de alta escuela en una ciudad antigua situada en los territorios del posterior reino de Nápoles.

### Federico II Hohenstaufen
Este emperador fue un gran amante de los caballos y de los halcones. Criaba caballos en las escuderías imperiales situadas en Sicilia y Calabria. Su Maestro veterinario, Jordano Russo, fue el autor de un libro de Manescalia en siciliano.   
Al emperador Federico se le atribuye un libro de cetrería: De arte venandi cum avibus (del arte de cazar con aves), del que se conservan varias copias il • lustrado de los siglos xiii y xiv El padre de Roger de Flor fue halconero del emperador Federico II Hohenstaufen y murió en la batalla de tagliacozzo cuando defendía el Reino de Sicilia contra la invasión francesa de Carlos de Anjou . Tras su victoria, Carlos de Anjou decidió confiscar todos los bienes de aquellos que habían luchado en su contra. Por esta razón, Roger de Flor y su madre perdieron todos sus bienes y quedaron en la pobreza a Brindisi .

### Carlos de Anjou
Carlos de Anjou fue rey de Sicilia ( 1,266 - 1282 ) y rey de Nápoles ( 1,266 -1,285). En su reinado se organizaron numerosas justas y torneos. Por cuanto a la medicina de los caballos, hacia el 1.270  el judío Moisé da Palermo tradujo (del árabe al latín) una obra veterinaria atribuida a Hipócrates: Liber Ipocratis de infirmitatibus equorum te cures eorum.

## Antecedentes históricos catalanes

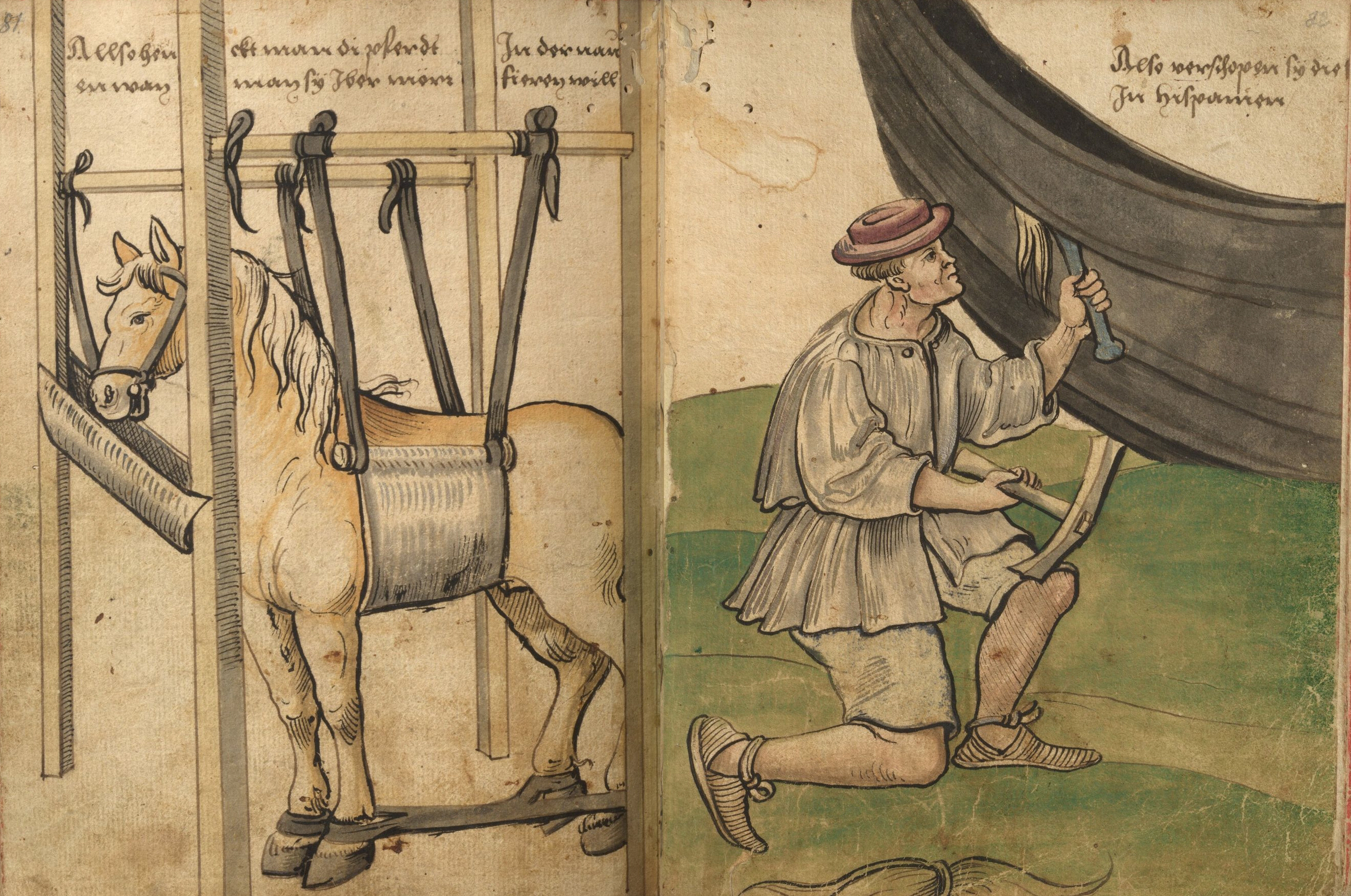
Como se colgaban los caballos dentro de las Tarida catalanas según Christoph Weiditz. El calafateado de las aberturas de popa (en Tarida y naves similares) justifica el dibujo de un calafate.

### Pedro el Grande
Antes de la conquista de Sicilia el ejército de Pedro llevó a cabo la expedición a Túnez (1.282 a 1.286) . Las tropas reunían 800 caballeros, un número indeterminado de niños y 15.000 almogávares. El conjunto fue transportado por una bandada de naves, galeras y Tarida. Desembarcado en Alcoll efectuó diversas operaciones militares hasta que, a instancias de emisarios sicilianos, el rey decidió ir a Sicilia. Desde el campamento de Alcoll la manada transportó las tropas hasta desembarcar en Trapani.
No es improbable que uno de los caballos del rey fuera el "caballo del bovatge " que había comprado a crédito por mil sueldos (de oro? ). También es verosímil que algunos de los caballos de la tropa fueran de gran calidad. Es probable que la mayor de caballos catalanes fueron animales de precio moderado. Dejando de lado la realidad, en uno de los cuentos de Boccacio se presenta a Pedro el Grande y algunos de sus caballeros exhibiendo su poder a caballo, en Palermo, con motivo de una fiesta de celebración de la victoria.

... Et essendo il Re Pietro di Raona signor dell’Isola divenuto, faceva in Palermo maravigliosa festa co’suoi baroni: nella qual festa armeggiando egli alla Catalana...
Boccacio. Il Decameron. Giornata X-Novella VII.

### Conquista de Nápoles
Alfonso el Magnánimo sucedió a su padre Fernando en todos sus reinos. Se había casado en Valencia el 12 de junio de 1415, con María de Castilla pero no pudieron tener hijos; la dejó como lugarteniente y en la corte de Nápoles se enamoró de la noble Lucrezia de Alagno, que una vez alcanzada la conquista se convirtió en la reina "de facto", así como su musa inspiradora. En 1421, había conseguido por parte de la reina Juana II de Nápoles el reconocimiento como heredero universal a falta de descendencia directa.
Una alianza entre los ducados de Milán y de Venecia junto con Lluís III de Nápoles, permitió la reconciliación entre las dos ramas Anjou enfrentadas por el trono real de Nápoles. Así, en 1423, la reina Juana II adoptó a Luis III como heredero y, a la muerte de éste, los derechos pasaron a su hermano René.
Al 1420 Alfonso poseía gran parte de Córcega y también reclamaba la isla de Cerdeña, que estaba en poder de Génova, finalmente, inició la conquista de Nápoles zarpando en 1433 desde Barcelona con 200 mil granadas de pólvora y con una escuadra de galeras y 13 tafurees cargadas con mil caballos.

Portava lo rei Alfonç XIII tafurees caregades de cavals on anaven M cavals.

### Alfonso el Magnánimo rey de Nápoles (1442-1458)

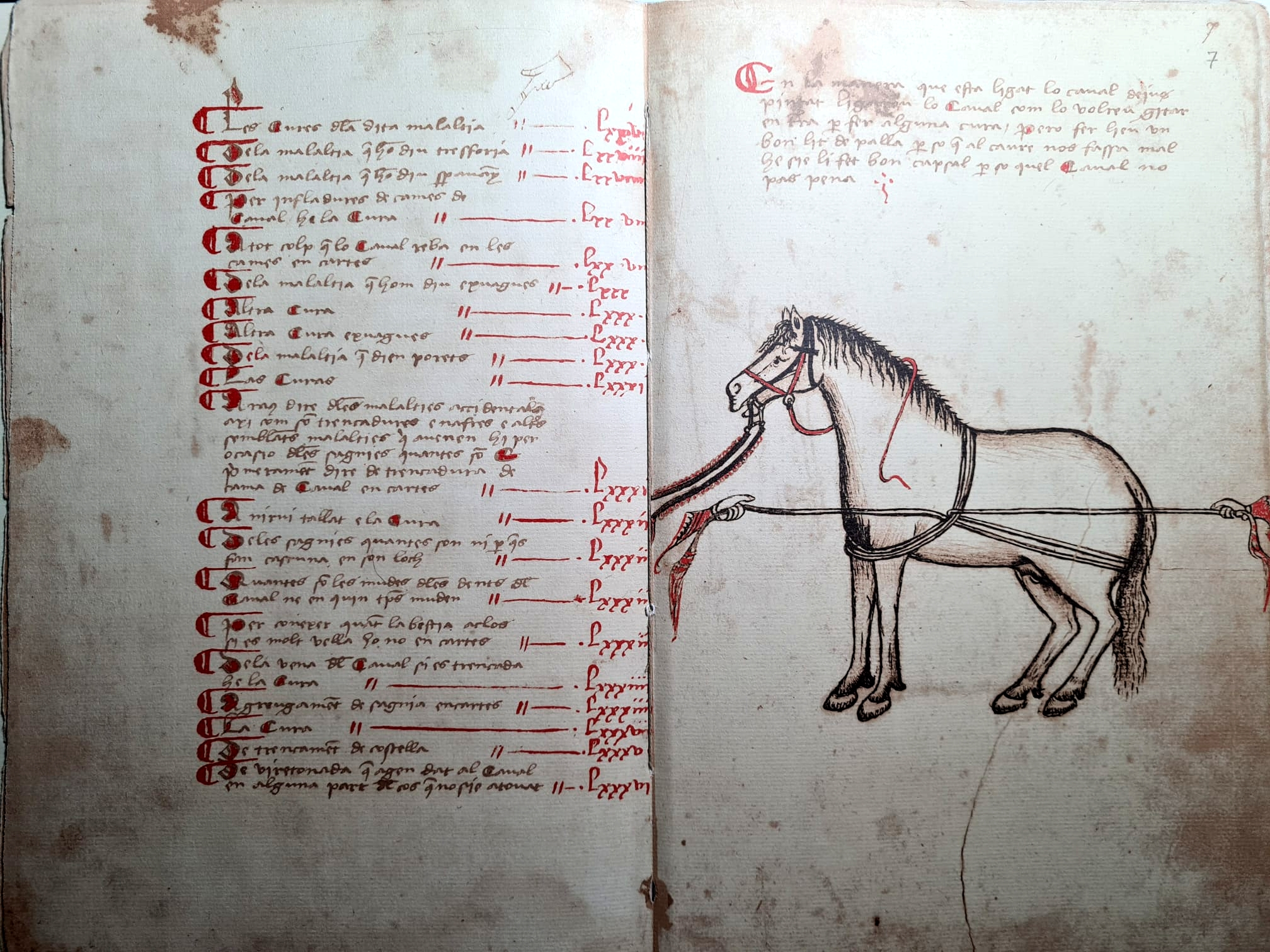
Doma catalana en el libro de veterinaria

Artículo principal: Libro de Menescal
Una vez en posesión de la corona de Nápoles, Alfonso promocionó la cría caballar, las justas y espectáculos hípicos   y la exportación puntual de caballos y yeguas especialmente demandados partes.  Según testigos varios las escuelas de equitación en Nápoles fueron numerosas a su época y los buenos picadores de caballos muy estimados y remunerados. 

### Manuel Dieç
Manuel Dieç fue mayordomo de Alfonso el Magnánimo. Su vida ha sido tratada por varios autores y presenta algunos aspectos controvertidos. Por orden del rey escribió una obra sobre caballos que tigué un gran éxito durante muchos años: el Libro de Menescal . Escrito en catalán de Valencia. También fue el autor del Libro del Coch, de manera un tanto disimulada. (En este último libro hay un capítulo -en un libro de cocina! - que habla del oficio de maestro de estable. Donde se declara la identidad del autor de forma indirecta). 
- Hay una parte de la Manescalia que trata de la doma del potro. En este sentido es la primera obra europea que habla del tema. No hay que olvidar que cualquier equitación de alta escuela debe comenzar por la doma y adiestramiento de los caballos jóvenes.
- A grandes rasgos sigue el método expuesto en la obra árabe el Nacer : comenzar el adiestramiento entre los dos y tres años, emplear un lazo corredizo suave de lana para llevar el caballo novato desde el establo, pasar a una xàquima- cabestro[13] de cáñamo durante un período de un mes y luego pasar a un freno con bocado.

La obra de dieces es la primera que considera un aspecto básico de la equitación. Escrita en Nápoles y en catalán. Este documento autoriza a hablar de equitación catalana en Nápoles. Un reino acabado de conquistar por una caballería inicial de unos mil caballeros (valencianos y catalanes en gran parte). Con sillas catalanas, bridas y mozos catalanes y herraduras a la catalana. Y una escuela de montar también catalana. . . El papel de la caballería en la conquista de Nápoles es mucho más complejo de lo que indica la frase anterior. El número de caballos implicados en un periodo concreto alcanzó los 20.000, incluyendo caballería mercenaria de condotiero italianos. Desde Sicilia importaron muchos caballos para reponer bajas ... etc. Hay una tesis doctoral sobre el tema consultable en la referencia adjunta.
Hay un artículo publicado por Kari Lawe que defiende los orígenes de la alta escuela al Nápoles de Alfonso el Magnánimo.

### Fernando I de Nápoles
El 1541 Fernando I de Nápoles fue autor de un libro sobre caballos: Extratto da un libro de razza da cavalli del re Ferrante Vechio de Aragona.
- Un manuscrito de la obra se puede consultar en la referencia adjunta.